# Torre Egger
El Cerro Torre Egger es una de las montañas del campo de hielo patagónico sur, en América del Sur. Se encuentra en una región entre Argentina (Provincia de Santa Cruz) y Chile (Región de Magallanes y de la Antártica Chilena) al oeste del cerro Chalten (también conocido como Fitz Roy). El pico se encuentra entre el más alto de la cadena (el cerro Torre) y el cerro Standhardt. La Torre Egger puede ser vista desde el Circo de los Altares al occidente de esta.
El pico lleva el nombre de Toni Egger, quien murió en el cercano Cerro Torre.

## Ascensiones

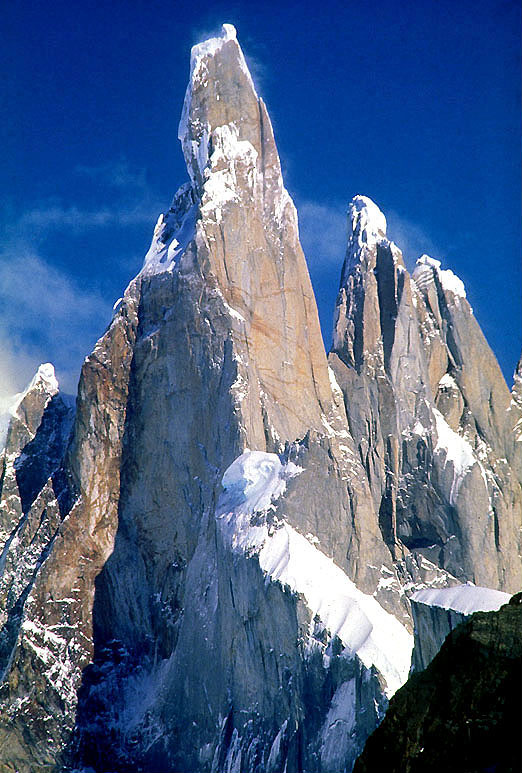
Cerro Torre con la Torre Egger a la derecha en 1987

### Primera
En 1976, John Bragg, Jim Donini y Jay Wilson de Estados Unidos subieron por primera vez al paso intermediario del pico y el Cerro Torre, el Col de la Conquista, y luego por la cresta hasta el pico. El ascenso se vio obstaculizado por el mal tiempo y duró desde diciembre de 1975 hasta el 22 de febrero de 1976, cuando el equipo de tres personas alcanzó la cima.

### Otras
- 1986 Psycho Vertical (lado sudeste) (UIAA ED+ VII+ A3 90deg, 950m) Janez Jeglic, Silvo Karo Franco Knez (Yugoslavia), 7 de diciembre de 1986.[6]
- 1987 Titanic (Pilar del Este) (UIAA VI + A2), Maurizio Giarolli y Elio Orlandi (Italia), 2-5 de noviembre de 1987.[7]
- 1994 Badlands (YDS WI4 VI 5.10 A3 +, 1000m) Conrad Anker, Jay Smith y Steve Gerberding (Estados Unidos), FA 12 de diciembre de 1994.[8]
- 2012 Muere otro día (lado oeste) (UIAA VIII A1) Matteo Bernasconi, Matteo Della Bordella (Italia). El final del camino se ubicó a 25 metros bajo el cuello lux.
- 2013 Notti magiche (lado Oeste) (UIAA VIII A1) Matteo Della Bordella y Luca Schiera. Siguieron el camino Huber-Sharf, a 200 metros de la roca y por la ruta de hielo.[9]

En 2019, los escaladores chilenos Sebastián Rojas Schmidt y Fito Torrens completaron la escalada de tres de las cuatro agujas del macizo del cerro Torre, una de las áreas de escalada más emblemáticas y desafiantes del mundo. Este logro incluyó la aguja Standhardt, la aguja Herron y la Torre Egger (2.685 m). La Torre Egger, segunda elevación más alta del macizo, es reconocida por su dificultad técnica debido a sus paredes monolíticas de granito vertical.
La expedición de Rojas y Torrens comenzó con la vía "Festerville" en la Aguja Standhardt, después de lo cual rapelaron hacia la aguja Herron para escalarla por la vía "Spigolo dei bimbi", finalizando en la Torre Egger por la ruta "Espejo del Viento". Las condiciones climáticas fueron favorables durante los tres días de la expedición, permitiéndoles completar el recorrido en el siempre desafiante clima patagónico.
En enero de 2008, Rolando Garibotti y Colin Haley realizaron la primera travesía completa del macizo entero, escalando la Aguja Standhardt, Punta Herron, Torre Egger y Cerro Torre juntos. Ellos evaluaron su ruta en el grado VI 5.11 A1 WI6 Mushroom Ice 6, con 2.200 m (7.200 pies) de ganancia vertical total. Esto había sido una de las ascensiones más emblemáticas.